# Adygejská vlajka

Adygejská vlajka
Poměr stran: 1:2

Vlajka Adygejska, jedné z autonomních republik Ruské federace, je tvořena zeleným listem o poměru stran 1:2, na němž jsou vyobrazeny tři žluté, zkřížené šípy směřující hroty vzhůru, nad nimi je dvanáct žlutých pěticípých hvězd: devět z nich tvoří oblouk směřující z jednoho dolního cípu do druhého, zbylé tři se nacházejí pod nimi ve vodorovné řadě. Jeden z cípů všech hvězd směřuje vždy k hornímu okraji vlajky.
Vlajka byla přijata 24. března 1992, krátce poté, co se Adygejsko stalo jednou z republik Ruské federace. Původní zákon stanovil barvu vlajky jako akvamarínovou, v praxi se však převážně používala zelená, proto byla roku 2007 tato podoba přijata jako oficiální. Adygejská vlajka se na veřejnosti vyvěšuje zároveň s ruskou vlajkou, které náleží místo vlevo.
Zelená barva symbolizuje islám jako hlavní náboženství Adygejců, podle jiných výkladů je také ztělesněním svobodného lidu nebo hustých lesů v zemi, žlutá je použita jako barva zrajícího obilí. Počet hvězd zastupuje dvanáct původních kmenů (devět „aristokratických“ a tři „demokratické“): Abadzeh, Besleney, Bzhedugh, Yegerukay, Zhaney, Kabarday, Memheg, Natuhay, Temirgoy, Ubyh, Shabsug a Hatukay. Šípy bývají vykládány jako zpodobnění tří hlavních adygejských knížecích rodů, dalším uváděným významem je spojení země, vody a vzduchu, případně atribut mytického kováře Tlepšeho.
Původ této vlajky sahá do třicátých let 19. století a za jejího autora je považován britský diplomat David Urquhart, který se v době kavkazské války snažil přimět čerkeské kmeny k vytvoření jednotného státu (na dobových vyobrazeních jsou ovšem šípy černé a počet hvězd se pohybuje mezi sedmi a osmi). Vlajka se tak stala symbolem odporu původních obyvatel Kavkazu proti ruské nadvládě. Používají ji i Čerkesové žijící mimo území vlastní Adygejské republiky, vlajka diaspory někdy mívá změněné barvy: šípy a hvězdy jsou červené na žlutém podkladě.

## Den adygejské vlajky
Roku 2010 vyhlásila Mezinárodní čerkeská asociace 25. duben, tedy den, kdy byla vlajka údajně poprvé vztyčena, svátkem adygejské vlajky. 24. července 2003 schválil adygejský sovět zákon č. 231, kterým se toto datum stalo památným dnem – dnem státní vlajky Adygejské republiky. 1. srpna 2013 tento zákon podepsala hlava republiky Aslan Kitovič Tchakušinov a vstoupil tak v platnost.

## Vlajka adygejského prezidenta

Vlajka adygejského prezidenta Poměr stran: 1:1

## Vlajky adygejských okruhů a rajónů

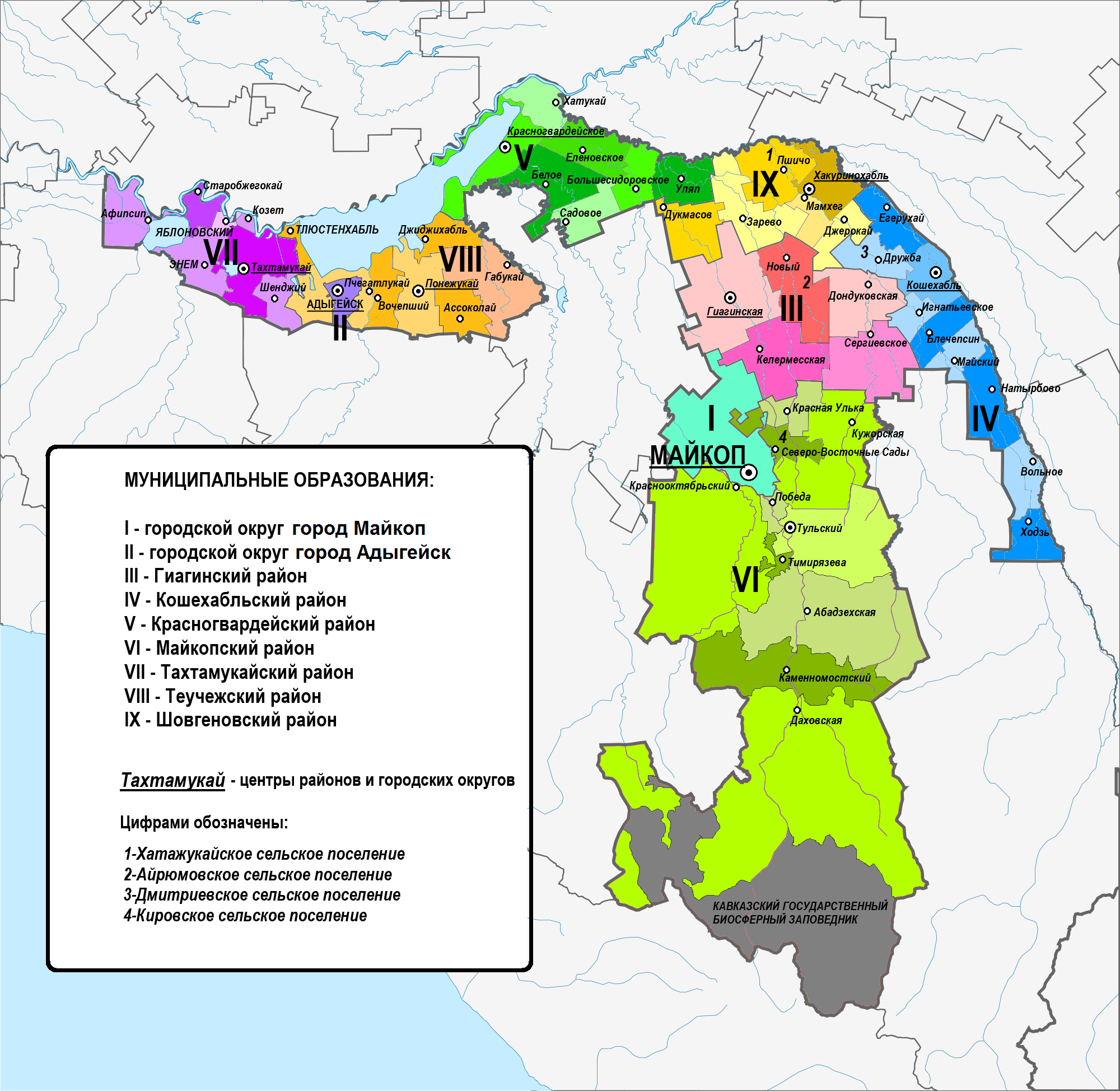
Členění Adygejska

Adygejsko se člení na 2 městské okruhy a 7 rajónů.
Městské okruhy

Majkop Poměr stran 2:3
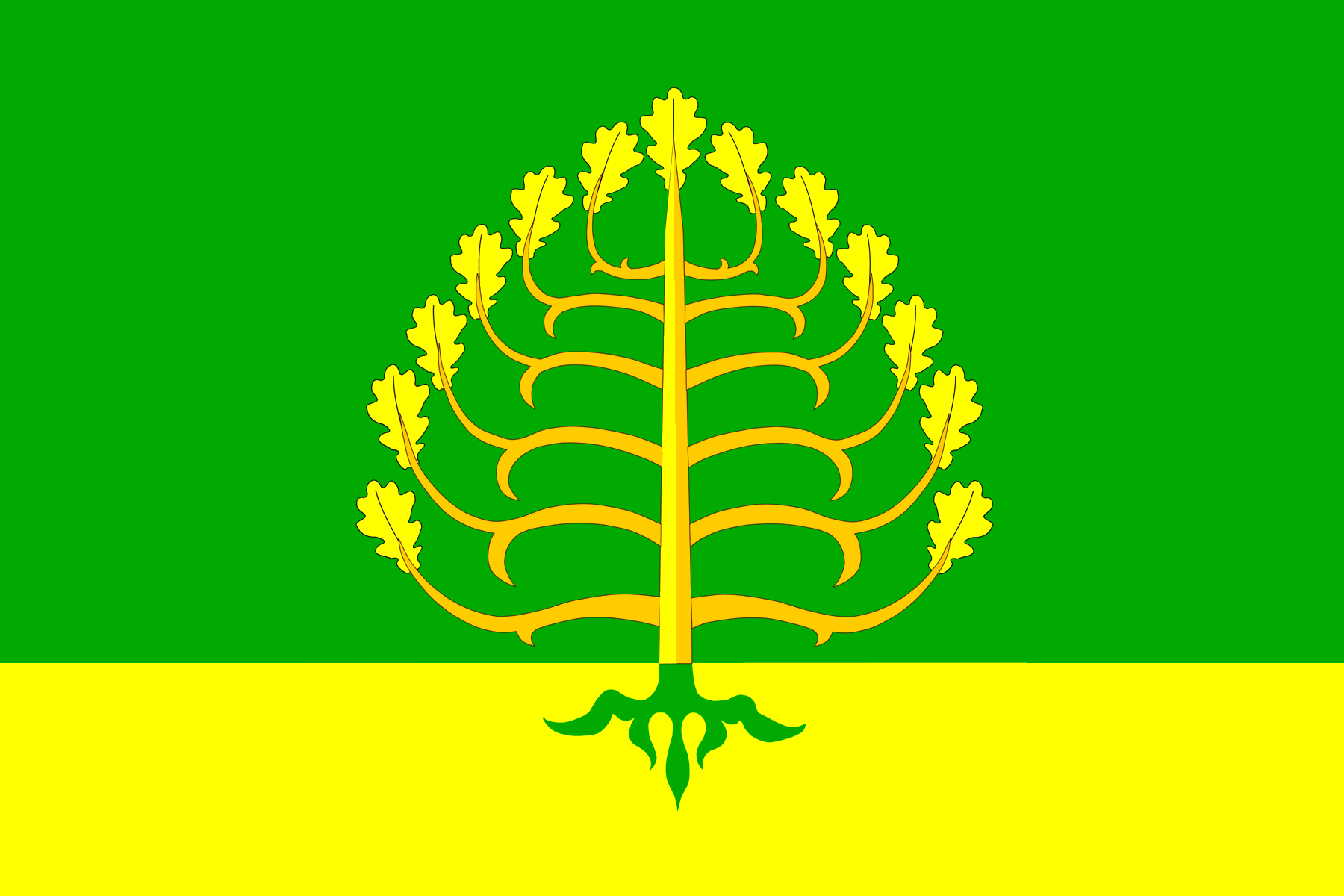
Adygejsk Poměr stran 2:3

Rajóny

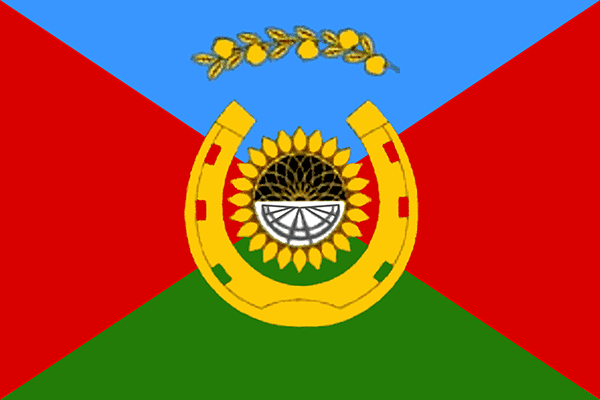
Giaginský rajón Poměr stran 2:3
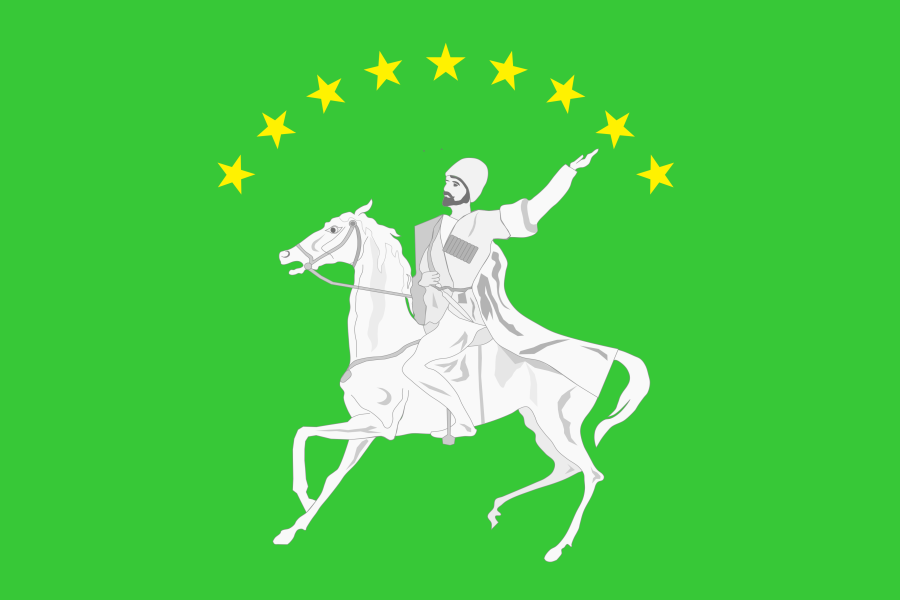
Košechablský rajón Poměr stran 2:3
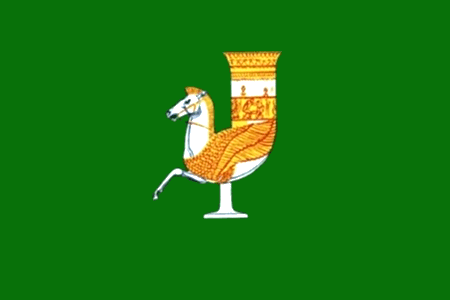
Krasnogvardějský rajón Poměr stran 2:3
Majkopský rajón Poměr stran 2:3
Tachtamukajský rajón Poměr stran 2:3
Teučežský rajón Poměr stran 2:3
Šovgenovský rajón Poměr stran 2:3